# جائزة أستراليا الكبرى 1998
جائزة أستراليا الكبرى 1998 (رسميًا جائزة كانتاس الأسترالية الكبرى لعام 1998) هو سباق فورمولا 1 أقيم بتاريخ 8 مارس 1998 في حلبة سباق الجائزة الكبرى في ملبورن، أستراليا. كان الأول من أصل 16 في بطولة العالم لسباقات الفورمولا واحد موسم 1998. حلّ الفنلندي ميكا هاكينن أولا بينما جاء البريطاني ديفيد كولتهارد في المركز الثاني وحصل على المركز الثالث الألماني هاينز هارالد فرينتزين.